# Vincent Richards
Vincent »Vinnie« Richards, ameriški tenisač, * 20. marec 1903, New York, New York, ZDA, † 28. september 1959, New York.
Richards se je na turnirjih za Grand Slam med posamezniki najdlje uvrstil v polfinale na turnirjih za Amatersko prvenstvo Francije leta 1926 ter Nacionalno prvenstvo ZDA v letih 1922, 1924, 1925 in 1926, na turnirjih za Prvenstvo Anglije pa v četrtfinale leta 1924. Večje uspehe je dosegal v konkurenci dvojic, v kateri je osvojil osem turnirjev za Grand Slam. V konkurenci moških dvojic je petkrat osvojil Nacionalno prvenstvo ZDA ter po enkrat Prvenstvo Anglije in Amatersko prvenstvo Francije, v konkurenci mešanih dvojic pa enkrat Nacionalno prvenstvo ZDA. Svojo prvo zmago leta 1918 je z Billom Tildenom osvojil v starosti petnajstih let, s čimer je še vedno najmlajši zmagovalec kakšnega od turnirjev za Grand Slam. Nastopil je na Poletnih olimpijskih igrah 1924 v Parizu, kjer je osvojil naslova olimpijskega prvaka v konkurencah posameznikov in moških dvojic ter podprvaka v konkurenci mešanih dvojic.
Leta 1959 je bil sprejet v Mednarodni teniški hram slavnih.

## Finali Grand Slamov

### Moške dvojice

#### Zmage (7)
| Leto | Turnir                       | Partner                 | Nasprotnika v finalu                    | Rezultat finala          |
| 1918 | Nacionalno prvenstvo ZDA     | Bill Tilden             | Fred Alexander Beals Wright             | 6−3, 6−4, 3−6, 2−6, 6−2  |
| 1922 | Nacionalno prvenstvo ZDA     | Bill Tilden             | Watson Washburn Richard Norris Williams | 13−11, 12−10, 6−1        |
| 1923 | Nacionalno prvenstvo ZDA     | Bill Tilden             | Pat O'Hara Wood Gerald Patterson        | 4−6, 6−1, 6−3, 6−4       |
| 1924 | Prvenstvo Anglije            | Frank Hunter            | Watson Washburn Richard Norris Williams | 6−3, 3−6, 8−10, 8−6, 6−3 |
| 1925 | Nacionalno prvenstvo ZDA     | Richard Norris Williams | John Hawkes Gerald Patterson            | 6−2, 8−10, 6−4, 11−9     |
| 1926 | Amatersko prvenstvo Francije | Howard Kinsey           | Henri Cochet Jacques Brugnon            | 6−4, 6−1, 4−6, 6−4       |
| 1926 | Nacionalno prvenstvo ZDA     | Richard Norris Williams | Alfred Chapin Bill Tilden               | 6−4, 6−8, 11−9, 6−3      |

#### Porazi (2)
| Leto | Turnir                   | Partner       | Nasprotnika v finalu            | Rezultat finala         |
| 1919 | Nacionalno prvenstvo ZDA | Bill Tilden   | Norman Brookes Gerald Patterson | 8−6, 6−3, 4−6, 4−6, 6−2 |
| 1926 | Prvenstvo Anglije        | Howard Kinsey | Henri Cochet Jacques Brugnon    | 7−5, 4−6, 6−3, 6−2      |

### Mešane dvojice

#### Zmage (2)
| Leto | Turnir                   | Partnerica         | Nasprotnika v finalu                | Rezultat finala |
| 1919 | Nacionalno prvenstvo ZDA | Marion Zinderstein | Florence Ballin Bill Tilden         | 2−6, 11−9, 6−2  |
| 1924 | Nacionalno prvenstvo ZDA | Helen Wills        | Molla Bjurstedt Mallory Bill Tilden | 6−8, 7−5, 6−0   |

#### Porazi (1)
| Leto | Turnir                   | Partnerica        | Nasprotnika v finalu        | Rezultat finala |
| 1925 | Nacionalno prvenstvo ZDA | Ermintrude Harvey | Kathleen McKane John Hawkes | 6−2, 6−4        |